# Luisvliegen
Luisvliegen (Hippoboscidae) zijn een familie van insecten uit de orde van de tweevleugeligen (Diptera). Wereldwijd zijn 786 soorten bekend (2011).

## Kenmerken
Luisvliegen hebben een plomp, plat en harig lichaam, een korte steeksnuit en poten met klauwtjes. Sommige soorten hebben ontwikkelde vleugels, bij weer anderen zijn deze gereduceerd of zelfs helemaal verdwenen.

## Leefwijze
De luisvliegen zijn een afwijkende groep van vliegen vanwege hun aparte bouw en bijzondere levenswijze. De luisvliegen zijn parasitair en leven van het bloed van andere dieren zoals vogels. Luisvliegen kunnen net als teken het achterlijf vol zuigen met bloed, vooral de bevruchte vrouwtjes, waardoor ze duidelijk opzwellen.
Een bekende soort is de gierzwaluwluisvlieg (Crataerina pallida) die leeft van het bloed van de gierzwaluw. Een andere voorbeeld is de 3,5 tot 5 millimeter grote hertenluisvlieg (Lipoptena cervi), die parasiteert op grote zoogdieren.
Sommige luisvliegen zijn zó klein dat ze op andere insecten parasiteren. Een voorbeeld is de bijenluis (Braula coeca), die een belangrijke plaag is van de honingbij (Apis mellifera).

## Voortplanting
De larve die wordt geboren, is volgroeid. Tijdens de ontwikkeling in het moederlichaam neemt de larve voedzame stoffen op uit speciale klieren.

## Verspreiding en leefgebied
Deze familie komt wereldwijd voor in (sub)tropische gebieden als ectoparasiet op vogels en zoogdieren.

## Taxonomie
- Subfamilie Ornithomyinae Bigot, 1853
  - Geslacht Allobosca Speiser, 1899
  - Geslacht Austrolfersia Bequaert, 1953
  - Geslacht Crataerina von Olfers, 1816
  - Geslacht Icosta Speiser, 1905
  - Geslacht Microlynchia Lutz, 1915
  - Geslacht Myophthiria Róndani, 1875
  - Geslacht Olfersia Leach, 1817
  - Geslacht Ornithoctona Speiser, 1902
  - Geslacht Ornithoica Róndani, 1878
  - Geslacht Ornithomya Latreille, 1802
  - Geslacht Ornithophila Róndani, 1879
  - Geslacht Ortholfersia Speiser, 1902
  - Geslacht Phthona Maa, 1969
  - Geslacht Proparabosca Theodor & Oldroyd 1965
  - Geslacht Pseudolynchia Bequaert, 1926
  - Geslacht Stilbometopa Coquillett, 1899
- Subfamilie Hippoboscinae
  - Geslacht Hippobosca Linnaeus, 1758
  - Geslacht Struthibosca Maa, 1963
- Subfamilie Lipopteninae
  - Geslacht Lipoptena Nitzsch, 1818
  - Geslacht Melophagus Latreille, 1802
  - Geslacht Neolipoptena Bequaert, 1942

### Synoniemen
- Nycteribiidae
- Streblidae

## In Nederland voorkomende soorten
- Genus: Crataerina
  - Crataerina pallida - (Gierzwaluwluisvlieg)
- Genus: Hippobosca
  - Hippobosca equina - (Paardenluisvlieg)
- Genus: Icosta
  - Icosta ardea
- Genus: Lipoptena
  - Lipoptena cervi - (Hertenluisvlieg)
- Genus: Melophagus
  - Melophagus ovinus - (Schapeluisvlieg)
- Genus: Ornithoica
  - Ornithoica turdi
- Genus: Ornithomya
  - Ornithomya avicularia
  - Ornithomya biloba
  - Ornithomya chloropus
  - Ornithomya fringillina
- Genus: Ornithophila
  - Ornithophila metallica

- Genus: Basilia
  - Basilia nana
- Genus: Nycteribia
  - Nycteribia kolenatii
  - Nycteribia latreillii
- Genus: Penicillidia
  - Penicillidia dufourii